# Abraham Jacobus Schooleman

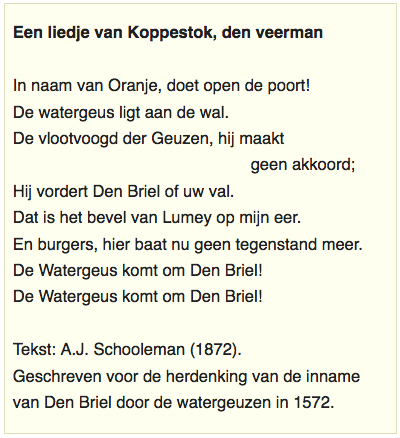
De eerste van 4 strofen. Tekst en muziek naar de liedbundel Kun je nog zingen. Muziek afspelen (midi, 36 s.):
Bestand:Schooleman-in-naam-van-oranje-muziek.mid

Abraham Jacobus (Bram) Schooleman (Den Haag, 26 januari 1853 – Akkrum, 22 februari 1875) was een Nederlandse onderwijzer. Hij is bekend geworden als tekstdichter van het lied 'In naam van Oranje, doe open de poort', ook bekend onder de titel Een liedje van Koppestok, den veerman (soms ook foutief geschreven als "Koppelstok"),
Hij schreef 'In naam van Oranje, doe open de poort' in 1871 voor de herdenking, in 1872, van de inneming van den Briel door de Watergeuzen (1 april 1572). Samen met een vriend, de onderwijzer G.J. Kerlen, componeerde hij de bijpassende melodie.
Het lied werd opgenomen in de liedbundel Kun je nog zingen, zing dan mee (1906). Door de populariteit en lange drukgeschiedenis van dit liedboek (41e druk in 1986) kon het liedje zich decennialang in ruime kring verspreiden.
Abraham Schooleman kwam uit een spoorgezin. Zijn vader was stationschef, en verhuisde tijdens zijn leven naar Zutphen, Gorssel en Akkrum. Abraham Schooleman werd onderwijzer in Den Haag, maar kwam tijdens zijn eerste betrekking ongelukkig ten val. Om te herstellen trok hij zich terug bij zijn ouders in Gorssel en verhuisde mee naar Akkrum, waar hij in 1875 overleed, 22 jaar oud.
- International Standard Name Identifier: 0000 0004 4382 7673
- MusicBrainz: 8321fa11-6aca-46dd-9f15-7024687cea7e
- Nederlandse Thesaurus van Auteursnamen: 377294969
- Virtual International Authority File: 311817327
- WorldCat: E39PBJbRmQybWP3c83Wtcmbw4q